# Lưu Định Quốc (Lương vương)
Lưu Định Quốc (chữ Hán: 刘定国, ? - 45 TCN), tức Lương Kính vương (梁敬王), là vương chư hầu thứ chín của nước Lương, chư hầu nhà Hán trong lịch sử Trung Quốc.
Lưu Định Quốc là con trai của Lương Khoảnh (Trinh) vương Lưu Vô Thương, chư hầu vương thứ tám của nước Lương. Hán thư không ghi rõ ông chào đời vào năm nào.
Năm 85 TCN, phụ thân Khoảnh vương Lưu Vô Thương qua đời. Lưu Định Quốc kế tập tước vương ở nước Lương, sử xưng là Kính vương.
Hán thư không cho biết gì về những việc làm của Lưu Định Quốc lúc sinh tiền cũng như lúc làm Lương vương.
Năm 45 TCN, Lưu Định Quốc qua đời, làm Lương vương được 40 năm, được ban thụy là Kính vương. Thái tử Lưu Toại nối tước, tức là Lương Di vương.